# Cambarus clivosus
Cambarus clivosus е вид десетоного от семейство Cambaridae. Видът е уязвим и сериозно застрашен от изчезване.

## Разпространение
Разпространен е в САЩ (Тенеси).